# Gösta Bergenstråhle (1841–1910)
Carl Gustaf (Gösta) Bergenstråhle, född den 18 mars 1841 i Kristianstad, död den 28 december 1910 i Stockholm, var en svensk militär. Han var farbror till Gösta Bergenstråhle.
Bergenstråhle blev student vid Lunds universitet 1858 och underlöjtnant vid Skånska husarregementet 1860. Han blev löjtnant i armén och generalstabsofficer 1866. Bergenstråhle var adjutant hos inspektören för kavalleriet 1866–1870. Han blev löjtnant vid regementet 1871, kapten vid generalstaben 1873 och ryttmästare i regementet 1881. Bergenstråhle var stabschef hos inspektören för kavalleriet 1873–1882. Han befordrades till major vid generalstaben 1882 och till överstelöjtnant vid regementet 1883. Bergenstråhle var överste och chef för Skånska husarregementet 1884–1898. Han blev generalmajor i armén 1896 och var tillförordnad inspektör för kavalleriet 1896–1898. Bergenstråhle beviljdes avsked från regementet med tillstånd att som generalmajor kvarstå i generalitetets reserv 1898. Han invaldes som ledamot av andra klassen av Krigsvetenskapsakademien 1883 och av första klassen 1896. Bergenstråhle blev riddare av Svärdsorden 1880, kommendör av andra klassen av samma orden 1890, kommendör av första klassen av Svärdsorden 1894 och av Vasaorden 1903.